# 冷战热斗
冷战热鬥（Twilight Struggle: The Cold War, 1945 - 1989）是一个二人纸牌策略游戏，名称来源于冷战。游戏中一个玩家扮演美国（US）角色，另一个玩家扮演苏联（USSR）。该游戏得名于约翰·肯尼迪（John F. Kennedy）的就职典礼：
“Now the trumpet summons us again, not as a call to bear arms, though arms we need; not as a call to battle, though embattled we are – but a call to bear the burden of a long twilight struggle...”
在2010年12月，冷战热鬥超越波多黎各成为BoardGameGeek上排名最高的游戏。

## 游戏玩法

### 游戏简介
在冷戰熱鬥中，一个玩家扮演美国，另一个玩家扮演苏联。游戏的版图是一张包含六个區域的世界地图，分别是欧洲（加拿大被分进欧洲部分）、亚洲（亞洲之下還有一個東南亞小區）、中东、非洲、中美洲和南美洲。游戏中的国家被分别标记在世界地图上，國家之間被線所連接互為鄰國。
冷战热鬥是一款以卡牌为主线驱动的一款游戏，卡牌的名稱描绘冷战的歷史事件。卡牌被标上冷战早期、冷战中期或冷战后期的标记，这决定他们出现在游戏的先后次序。
游戏中有回合标记（标记回合，回合的推动也会导致游戏进程的改变，比如添加新的事件卡）、行动轮标记、太空竞赛标记（模拟美苏冷战期间的太空竞赛）、军事行動标记、胜利点数标记、核危机标记（一共五个等级，玩家将尽可能保证不将核危机等级降到一，否则游戏结束）。
游戏共進行10回合。1~3回合为冷战早期，4~7回合為冷战中期，8~10回合為冷战晚期。
每回合進行如下
1. 改善核危機狀態： 將核危機標記往左移一格(趨於和平)，如已經在5的位置則不動。
2. 發牌：遊戲開始時仅使用冷战早期牌，第4回合加入冷战中期牌，第8回合加入冷战后期牌。1~3回合每人補滿8張，4~10回合每人補滿9張。若牌庫用完，將棄牌堆重冼加入牌庫。
3. 頭條階段：兩位玩家選定手中的一張牌，同時翻開，並執行兩張牌上所敘述的事件。卡片左上角數字較大的事件先發生，若相同則美方打出的先執行。(注意：中國牌不可當作頭條)
4. 行動輪：玩家交替出牌執行行動，一次一張，由蘇方玩家先開始。1~3回合每回合有六個行動輪，4~10回合每回合有七個行動輪。
5. 檢查軍事行動狀態：每回合所需軍事行動值必須大於或等於當前核危機等級。若未達成玩家必須扣除(核危機等級-軍事行動值)的分數。將軍事行動標記移回0的位置。
6. 顯示持牌：此為競賽規則，必須將手上所剩下的牌給對手看。計分牌不可保留至下回合使用，若保留則輸掉遊戲。
7. 翻中國牌：如果手邊有中國牌且為覆蓋狀態，則翻開來成為可使用狀態。
8. 前移回合標誌：將回合標誌往右移一格，開始新的回合。
9. 終局計分：第十回合結束後，進行所有區域計分，分數高的玩家獲得遊戲勝利。

### 控制国家
在冷戰熱鬥中，美國與蘇聯控制國家以鞏固在地區的勢力。國家分為左右兩欄，供美蘇兩方分別放置影響力點。國家右上角的數字為穩定度。一些重要的国家穩定度以紅色顯示，稱为战场国，其他國家為非戰場國。在一個國家中，若(己方影響力-敵方影響力)≥穩定度，玩家就控制該國家。
以伊拉克为例，伊拉克為一戰場國，稳定度为3。若美国在伊拉克放置5點影响力，苏联放置2點影响力。美國影響力與蘇聯影響力的差值為3，剛好等於伊拉克的穩定度，此時美國控制伊拉克。

### 事件牌簡介
卡牌左上角标有星星。红色星星為蘇聯牌，白色星星為美國牌，红白参半的星星為中立牌。
卡牌上有卡牌名稱，並描述事件。當事件觸發後，若卡牌名稱有加底線，放置在遊戲旁直持續效果結束，進入棄牌堆或移出遊戲。若牌上有「*」記號，會被移出遊戲，不會回到遊戲中。其餘卡牌則進入棄牌堆。
在頭條階段中，事件牌上的事件會發生。行動輪中，玩家打出卡牌進行以下一種用途
- 卡牌事件：觸發卡牌上的事件，執行其效果。
- 太空競賽：玩家每回合只能嘗試太空競賽一次。打出一张符合下一太空競賽等級條件的卡牌，丢掷骰子。如果骰子结果满足前进要求，前进一級，並獲得對應的分數獎勵或能力。能力是永久的，會持續到遊戲結束。打出的牌进入弃牌堆，牌上事件不會發生。

玩家也可以將卡牌作為行動用途。卡牌星星中的數值作為行動點。若玩家使用己方陣營或中立卡牌上的數值，卡牌上的事件不會觸發，並在使用完後進入棄牌堆。若使用敵方陣營卡牌上的數值，玩家可選擇在執行行動前或後讓牌上的事件發生。玩家可以使用行動點進行以下一項行動：
- 放置影响力：玩家可以在相鄰本土的國家、拥有己方影响力的国家或其相邻国家放置影響力。每增加1點影響力需消耗1點行動點。然而在對方控制的國家，每1點影響力需消耗2點行動點。
- 政变：玩家選擇有敵方影響力的目標國家，投掷一次骰子，計算(擲骰數值+牌上行动值-2×目標国家的穩定度)，大於零表示政變成功。移除等同計算數值的敵方影响力。如果对手的影响力被移除完毕但计算得到的值仍有剩余，就放置等同剩下的值的己方影响力。若在战场国發動政变，會使核危機等级降低一级。若玩家使核危機等級下降為一會引發核戰，使對方贏得遊戲。增加相当於牌上行动點的军事行动值。

注意：核危机等级小於等於四級時，不能在歐洲發動政變。核危机等级小於等於三級時，不能在亞洲發動政變。核危机等级等於二級時，不能在中東發動政變。
- 调整阵营：玩家可投擲等同行動點的骰子次数。選擇任意國家，双方各擲骰子，進行以下修正：

每控制一目标国邻国，骰數加一；
目標國己方影响力大于对手，骰數加一；
目标国與己方本土相邻，骰數加一。
修正後骰數較高的玩家，可移除目标国内等同于修正後掷骰结果差值的对方影响力，直至移除到没有为止。
注意：核危机等级小於等於四級時，不能在歐洲調整陣營。核危机等级小於等於三級時，不能在亞洲調整陣營。核危机等级為二級時，不能在中東調整陣營。

### 计分牌
冷戰熱鬥中有歐洲、亞洲、東南亞、中東、非洲、中美洲、南美洲計分牌。計分牌可以作為頭條階段或行動階段作為事件打出。若玩家拿到計分牌，必須在該回合結束前打出，否則會輸掉遊戲。進行計分時，美蘇雙方達成以下條件可獲得牌上對應的分數:
- 存在：至少控制計分區域的一个国家。
- 支配：計分區域控制的國家總數和战场国数量均大于对方，且至少包含一個非戰場國。
- 控制：控制計分區域的所有战场国，且控制的国家数量比对方多。

除了以上三個條件，計分牌上的其他條件也可以讓玩家獲得分數。
進行歐洲計分時，若玩家「控制」歐洲，立刻獲得遊戲勝利。

### 中國牌
若玩家手邊的中國牌為翻開狀態，就可供使用。中國牌不能在頭條階段打出，只能在行動輪作為行動點使用。若中國牌的所有點數都使用在亞洲，行動點數可以加1。使用中國牌後，必須立刻將其翻到反面交給對方玩家。對方玩家在下回合開始時翻開中國牌。
若美國玩家使用中國牌，會取消卡牌臺灣決議的效果。
遊戲開始時中國牌由蘇聯玩家持有。第10回合遊戲結束時持有中國牌的玩家獲得1分。

### 胜利条件
游戏中设置有胜利分軌，从+20（美方20分）到-20（苏方20分）。勝利分軌是一條数線，这意味着扮演美国的玩家得到一分后，扮演苏联的玩家也就少了一分，反之亦然。

胜利方法有以下几种：
- 其中一方胜利分数达到20分。
- 当游戏结束后获得较高分的玩家。
- 進行欧洲计分时「控制」欧洲。
- 在某个玩家的頭條階段或行動輪，核危机等级降到一，对方获胜。
- 當打出卡牌戰爭遊戲，执行卡牌效果后直接结算胜利分数。
- 卡牌古巴飛彈危機对某个玩家生效后，该玩家执行政变，则对方获胜。

## 电脑的移植版本
电脑的冷战热鬥在2016年6月被Vassal和WarGameRoom移植，在steam上售卖。在电脑版本中，
玩家将可以与世界各地的玩家或者与电脑进行对战。而电脑版的冷战热鬥销量也是可观的。

## 评价
Zev Shlasinger评价冷战热鬥为他上了一节冷战历史课。冷战热鬥包含了很多美苏两个大国的角鬥历史细节，而让玩家扮演美苏两国的想法是相当天才的。这一切都使冷战热鬥这款游戏脱颖而出。

## 外部連結
- 遊戲策略（页面存档备份，存于）（英文）